# Privatdozent
Privatdozent é um título universitário próprio das universidades de língua alemã na Europa. Serve para designar professores que receberam uma habilitação (livre-docência) — reconhecimento formal de uma aptidão e autorização para exercê-la — mas que não receberam a cátedra de ensino ou de pesquisa. Por esta razão, o Privatdozent  não recebe nenhuma remuneração por parte do governo. Porém, esta é uma passagem obrigatória antes de obter a cátedra.